# Frederick T. Woodman

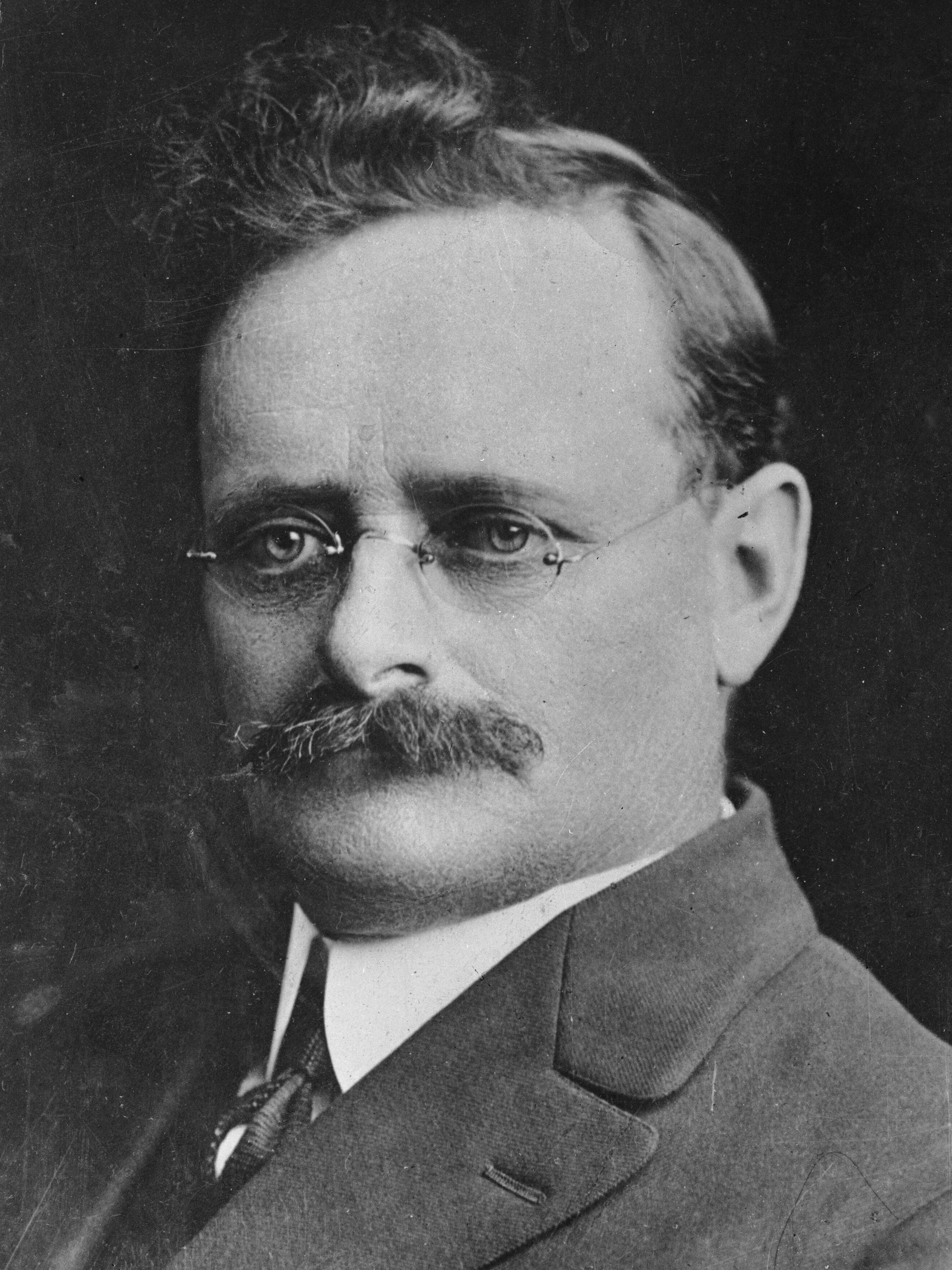
Frederick T. Woodman

Frederick Thomas Woodman (* 2. Juni 1871 in Concord, New Hampshire; † 25. März 1949 in Los Angeles, Kalifornien) war ein US-amerikanischer Politiker. Zwischen 1916 und 1919 war er Bürgermeister der Stadt Los Angeles.

## Werdegang
Nach einem Jurastudium an der Albany Law School und seiner 1898 erfolgten Zulassung als Rechtsanwalt begann Frederick Woodman in Concord in diesem Beruf zu arbeiten. Gleichzeitig schlug er als Mitglied der Republikanischen Partei eine politische Laufbahn ein. Zwischen 1901 und 1903 saß er als Abgeordneter im Repräsentantenhaus von New Hampshire. Dort war er das bis dahin jüngste Mitglied des Justizausschusses. Danach zog er nach Los Angeles, wo er Präsident der Hafenkommission wurde.
Nach dem Rücktritt von Bürgermeister Charles E. Sebastian wurde Woodman zunächst kommissarisch zu dessen Nachfolger bestimmt. Im Jahr 1917 wurde er dann offiziell in dieses Amt gewählt, das er insgesamt zwischen dem 5. September 1916 und dem 1. Juli 1919 bekleidete. In seine Amtszeit fiel der Erste Weltkrieg. Damals wurde Westwood nach Los Angeles eingemeindet und das Philharmonische Orchester der Stadt gab sein erstes Konzert. Außerdem setzte die Filmindustrie in Hollywood ihren Aufschwung fort. 1919 wurde Bürgermeister Woodman wegen Bestechung angeklagt, aber freigesprochen. Im selben Jahr wurde er bei den Bürgermeisterwahlen nicht mehr in seinem Amt bestätigt, was möglicherweise mit dieser Anklage zu tun hatte.
Nach dem Ende seiner Zeit als Bürgermeister wurde Frederick Woodman Vizepräsident und Direktor bei der First National Bank of Wilmington. Er starb am 25. März 1949 in Los Angeles.